# Ширлі Брешер
Ширлі Брешер (англ. Shirley Brasher; нар. 23 червня 1934) — колишня британська тенісистка.
Найвищу одиночну позицію світового рейтингу — 3 місце (за Ленсом Тінґеєм) досягла 1957 року.
Перемагала на турнірах Великого шолома в одиночному, парному та змішаному парному розрядах.

## Фінали турнірів Великого шолома

### Одиночний розряд (1–1)
| Результат | Рік  | Турнір            | Покриття | Суперниця       | Рахунок       |
| --------- | ---- | ----------------- | -------- | --------------- | ------------- |
| Перемога  | 1957 | Чемпіонат Франції | Ґрунт    | Дороті Гед Ноуд | 6–1, 6–3      |
| Поразка   | 1958 | Чемпіонат Франції | Ґрунт    | Жужі Кермеці    | 4–6, 6–1, 2–6 |

### Парний розряд (1–2)
| Результат | Рік  | Турнір               | Покриття | Партнерка     | Суперниці                        | Рахунок         |
| --------- | ---- | -------------------- | -------- | ------------- | -------------------------------- | --------------- |
| Поразка   | 1955 | Чемпіонат Франції    | Ґрунт    | Патрісія Ворд | Беверлі Бейкер-Фляйц Дарлін Гард | 5–7, 8–6, 11–13 |
| Поразка   | 1955 | Вімблдонський турнір | Трава    | Патрісія Ворд | Анджела Мортімер Енн Шилкок      | 5–7, 1–6        |
| Перемога  | 1957 | Чемпіонат Франції    | Ґрунт    | Дарлін Гард   | Йола Рамірес Росі Реєс           | 7–5, 4–6, 7–5   |

### Мікст (1 перемога)
| Результат | Рік  | Турнір                               | Покриття | Партнер             | Суперник і суперниця     | Рахунок  |
| --------- | ---- | ------------------------------------ | -------- | ------------------- | ------------------------ | -------- |
| Перемога  | 1958 | Відкритий чемпіонат Франції з тенісу | Ґрунт    | Нікола П'єтранджелі | Лоррен Коглан Роберт Гау | 8–6, 6–2 |

## Часова шкала турнірів Великого шлему в одиночному розряді
| W | Ф | ПФ | ЧФ | #Р | КТ | К# | DNQ | A | NH |

| Турнір               | 1952  | 1953  | 1954  | 1955  | 1956  | 1957  | 1958  | 1959  | 1960  | 1961  | 1962  | 1963  | 1964  | 1965  | 1966  | 1967  | 1968  | 1969  | 1970  | 1971  | 1972  | 1973  | 1974  | Career SR |
| -------------------- | ----- | ----- | ----- | ----- | ----- | ----- | ----- | ----- | ----- | ----- | ----- | ----- | ----- | ----- | ----- | ----- | ----- | ----- | ----- | ----- | ----- | ----- | ----- | --------- |
| Чемпіонат Австралії  |       |       |       |       |       |       |       |       |       |       |       |       |       |       |       |       |       |       |       |       |       |       |       | 0 / 0     |
| Чемпіонат Франції    |       |       | 3р    | ЧФ    | ЧФ    | П     | Ф     | 2р    |       |       |       |       |       |       |       |       |       |       |       |       |       |       |       | 1 / 6     |
| Вімблдонський турнір | 1р    | 3р    |       | 2р    | ЧФ    | 2р    | ЧФ    | 2р    | 3р    | 2р    |       | 2р    |       |       | 2р    |       | 2р    | 2р    | 3р    | 2р    | 2р    | 1р    | 2р    | 0 / 18    |
| Чемпіонат США        |       |       |       | 3р    | ПФ    | ЧФ    |       | 3р    |       |       |       |       |       |       |       |       |       |       |       |       |       |       |       | 0 / 4     |
| SR                   | 0 / 1 | 0 / 1 | 0 / 1 | 0 / 3 | 0 / 3 | 1 / 3 | 0 / 2 | 0 / 3 | 0 / 1 | 0 / 1 | 0 / 0 | 0 / 1 | 0 / 0 | 0 / 0 | 0 / 1 | 0 / 0 | 0 / 1 | 0 / 1 | 0 / 1 | 0 / 1 | 0 / 1 | 0 / 1 | 0 / 1 | 1 / 28    |